# Hanne Hogness
Hanne Hogness (* 16. Februar 1967 in Trondheim, Norwegen) ist eine ehemalige norwegische Handballspielerin, die für die norwegische Nationalmannschaft auflief.

## Karriere
Hogness spielte während ihrer Vereinskarriere für die norwegischen Vereine Ås IL, Sverresborg IF und Toten HK. Mit Sverresborg IF gewann die Außenspielerin im Jahr 1986 die Serienmeisterschaft.
Hogness gab am 19. August 1986 ihr Länderspieldebüt für die norwegische Nationalmannschaft. Noch im selben Jahr gewann sie bei der Weltmeisterschaft 1986 die Bronzemedaille. Hogness wirkte lediglich im Vorrundenspiel gegen China mit. Bei ihren Teilnahmen an den Olympischen Spielen in den Jahren 1988 und 1992 gewann sie jeweils die Silbermedaille. Am 16. August 1994 bestritt sie das letzte ihrer 186 Länderspiele, in denen sie insgesamt 378 Tore warf. Im Zweitraum zwischen 1990 und 1993 führte sie die norwegische Auswahl als Kapitänin auf das Spielfeld.
Hogness blieb nach ihrem Karriereende dem Handball als Trainerin erhalten.